# Vindusara metachromata
Vindusara metachromata är en fjärilsart som beskrevs av Walker 1862. Vindusara metachromata ingår i släktet Vindusara och familjen mätare. Inga underarter finns listade i Catalogue of Life.